# Дани страха
Дани страха је 47. епизода стрип серијала Кен Паркер објављена у Лунов магнус стрипу бр. 661. Објавио ју је Дневник из Новог Сада у октобру 1985. године. Имала је 94 стране и коштала 70 динара. Епизоду је нацртао Бруно Марафа, а сценарио су написали Ђанкарло Берарди и М. Мантеро. Насловну страницу нацртао је Ване Керац.

## Оригинална епизода
Оригинална епизода објављена је у априлу 1982. год. под насловом La verita. Издавач је била италијанска кућа Cepim. Имала је 96 страна и коштала 700 лира.

## Кратак садржај
У пролазу кроз Вајоминг, Кен наилази на рањеног човека. Доводи га у мало место Битер Крик где сазнаје да се ради о Бобу Венделу, који пре неколико недеља пошао са Џеком Талбергом да тражи злато. (Талберга касније проналазе рањеног, и он им потврђује да су их напали Навајо индијанци.) Локални моћник Тавернер (коме су супругу и два сина убили Навајо индијанци 1862. год) одмах оптужује Навајо индијанце, који живе у близини, и наговара становнике да изврше одмазду. Шериф Артур Комб, који је ожењен Тавернеровом кћерком, међутим, не жели да пребрзо закључује и износи теорију по којој су се Талберг и Вендел можда сукобили око злата које су пронашли. 
Потера успева да пронађе групу Навајо индијанаца и њиховог поглавицу Хозе Сантоса. Након исценираног инцидента, потера убија све индијанце осим Хозе Сантоса кога спашава шериф Комб, супротстављајући се Тавернеру. Комб ставља Хозе Сантоса у затвор са намером да га преда суду. Али Тавернер не може да истрпи овакву непослеушност шерифа Комба и наговара цео град да линчује Хозе Сантоса. Кен помаже Комбу да заштите Хозе Сантоса, али на крају су обојица принуђена да напусте Битер Крик.

## Значај епизоде
Берарди овом епизодом улази у суштину институционалног аргумента у политичкој науци. Шерифова и Кенова верују у институције, истичући њихову способност да ограниче вољу већине када је њена истина неисвесна. Кен се ставља на страну шерифа и заједно са њим се супротставља мишљењу већине, које, предвођено Тавернером, жели да се освети индијанцима и линчује Хозе Сантоса. Шериф експлицитно одбацује мишљење већине као небитно док се институције не установе истину, чиме се наглашава улога институција у политичком и друштвеном процесу.

## Затвореникова дилема
Шериф Комб је однос изеђу два копача злата представио као однос затвореникове дилеме. Обојица су пронашла злато, али је недостатак поверења довео до тога да нападну један другог у намери да цео плен задрже за себе. На крају обојица завршавају у субоптималном исходу (Џек Талберг умире од рана неколико дана касније).

## Претходна и наредна епизода
Овој епизоди претходила је епизода Дивља грива, а након ње објављена је епизода Паркер у мрежи (#668). Списак свих епизода серијала Кен Паркера може се погледати овде.